# Dolores Fonzi
Dolores María Fonzi (Buenos Aires, 19 de juliol de 1978) és una actriu argentina que es va fer coneguda en la telenovel·la juvenil Verano del 98. Es germana gran del també actor Tomás Fonzi.

## Biografia
Dolores Fonzi va néixer a la ciutat de Buenos Aires. Després de la posterior separació dels seus pares, la seva mare, María del Rosario Cárrega, va retornar amb els seus fills a Adrogué, ciutat en la qual va créixer Dolores.

## Carrera
Va estudiar actuació a l'escola de Carlos Gandolfo. En 1996, quan tenia disset anys, va fer la seva primera aparició televisiva en la sèrie La nena. En 1998, Cris Morena la va triar perquè interpretés a Clara Vázquez a Verano del 98 al costat del seu germà, qui interpretava a Benjamín Vázquez. Gràcies a aquesta reeixida tira i al seu personatge com a vilana, va cobrar gran popularitat i èxit. A la fi de 1999 va abandonar Verano del 98 per a formar part del repartiment de la pel·lícula de Marcelo Piñeyro, Plata quemada i a Esperando al Mesías.
En 2001, va tenir un gran reconeixement en integrar l'elenc d'El sodero de mi vida a Canal 13, on interpretava a una noia amb un lleu retard mental. Experimentant amb Luis Ortega neix la cinta Caja negra, on va actuar i va participar de la creació integral. Més tard va actuar en pel·lícules com Vidas privadas (2001), El fondo del mar (2003), El aura (2005), La mujer rota (2007), Salamandra (2008), El club de la muerte (2008) i El campo (2011), per aquesta última va ser nominada al premi Condor de Plata a millor actriu.
En 2003 va protagonitzar l'unitari Disputas i en l'adaptació de l'obra teatral de John Ford, Lástima que sea una puta. A l'any següent va protagonitzar al costat de Mariano Martínez l'unitari de terror Sangre fría por Telefe.
Durant 2006, va protagonitzar i va produir la minisèrie Soy tu fan que en 2010 fou adaptada per Canana Films a Mèxic. A més va protagonitzar la tira El tiempo no para per Canal 9. Del 2005 al 2008 participà a tres capítols de Mujeres asesinas. Interpretà a Marcela en el capítol «Marcela, lastimada» de la quarta temporada, Consuelo al capítol «Rita, burlada» (2007) i Claudia Sobrero a «Claudia Sobrero, cuchillero» (2005).
El seu retorn a la televisió va ser en 2012 amb la seva participació en la nova producció d'Underground per a Telefe, Graduados. A més, va formar part de l'unitari de TV Pública, En Terapia amb els actors Norma Aleandro, Diego Peretti, Leonardo Sbaraglia, Germán Palacios, Ailín Salas i Julieta Cardinali. També va reprendre el teatre com a protagonista de l'obra Isòsceles. Aquest any, també va realitzar el rodatge d’El Crítico d'Hernán Guerschuny, una coproducció entre HC Films i Lagarto Cine on Dolores Fonzi era protagonista amb Rafael Spregelburd. A televisió va participar com a actriu convidada en dos episodis de la sèrie Aliados.
En 2015 va protagonitzar el film La patota, adaptació de la pel·lícula protagonitzada per Mirtha Legrand, en 1960. La pel·lícula va tenir una forta recaptació en taquilla i crítiques favorables, sent elogiada al Festival de Cannes. També va actuar en Truman, film protagonitzat per Ricardo Darín. En 2016 va formar part de l'elenc de la telenovel·la de Telefe, La Leona, encarant el paper d'Eugenia.

## Vida personal
A principis de 1998 va ser núvia de l'actor i cantant Juan Ponce de León, company d'elenc a Verano del 98. El festeig va durar només un mes. Entre 1998 i 2003 va ser parella del director de cinema argentí Luis Ortega>i entre 2004 i 2005 del productor cinematogràfic Álvaro Sueiro. També la hi ha vinculat amb els seus companys d'elenc Mariano Martínez (La nena) i Luciano Castro (El tiempo no para) i amb el músic Emmanuel Horvilleur. El 2008 va començar una relació amb l'actor mexicà Gael García Bernal a qui va conèixer en 2001 al set de Vidas privadas. Fruit d'aquesta relació van néixer els seus dos fills: Lázaro (nascut el 8 de gener de 2009 en Madrid) i Libertad (nascuda el 4 d'abril de 2011 en Buenos Aires). A principis del mes d'agost de 2014, alguns rumors indicaven que Fonzi i García Bernal havien acabat la seva relació, però no va ser fins a fins d'agost quan la mare de l'actor, Patricia Bernal va confirmar el final de la seva relació de vuit anys. En 2015 van sortir a la llum rumors que Fonzi estava en una relació amb el director de cinema Santiago Mitre, qui la va dirigir en la pel·lícula La Patota a finals de 2014. Al començament de maig de 2015, l'actriu va confirmar la relació publicant una foto de tots dos al seu compte d'Instagram.

## Filmografia

### Pel·lícules
| Any  | Títol                 | Personatge     | Notes                 |
| ---- | --------------------- | -------------- | --------------------- |
| 2000 | Plata quemada         | Viviana "Vivi" | $44.753.475 mill.     |
| 2000 | Esperando al Masías   | Any            | $                     |
| 2001 | Vidas privadas        | Ana Urunga     | $305.991              |
| 2002 | Caja negra            | Dorotea Ruiz   | $127.343              |
| 2003 | El fondo del mar      | Ana Martinsen  | $1.220.704 mill.      |
| 2005 | El aura               | Diana Dietrich | $4.227.938 mill.      |
| 2007 | La mujer rota         | Camila Guzmán  | $112.557              |
| 2008 | El club de la muerte  | Selma          | $1.650.000 mill.      |
| 2010 | Salamandra            | Alba Muñoz     | $1.000.000            |
| 2012 | El campo              | Elisa          | $1.123.609 mill.      |
| 2013 | El crítico            | Sofía Murder   | $165.891              |
| 2015 | La patota             | Paulina        | $1.500.000 mill.      |
| 2015 | Truman                | Paula Casas    | $9.027.600 mill.      |
| 2017 | Nieve negra           | Sabrina        | $5.108.764 mill.      |
| 2017 | La cordillera         | Marina Blanco  | $5.700.000 mill.      |
| 2017 | El futuro que viene   | Romina         | $138.398              |
| 2017 | Restos de viento      | Carmén         |                       |
| 2018 | La misma sangre       | Carla          | pel·lícula de Netflix |
| 2018 | Claudia               | Claudia Robles |                       |
| 2019 | Así habló el cambista | Gudrun         | $192.640              |

### Televisió
| Any       | Títol                  | Personatge                                | Notes        |
| --------- | ---------------------- | ----------------------------------------- | ------------ |
| 1995      | La nena                | Sol                                       | 13 episodis  |
| 1996      | Por siempre mujercitas | Candela                                   | 6 episodis   |
| 1997      | Ricos y famosos        | Gina/Yoli                                 | 179 episodis |
| 1998-1999 | Verano del 98'         | Clara Vázquez                             | 390 episodis |
| 1999-2000 | Cabecita               | María González                            | 198 episodis |
| 2001-2002 | El sodero de mi vida   | Romina Muzzopappa                         | 203 episodis |
| 2002      | Final del juego        | Dolores                                   | 4 episodis   |
| 2002      | Tiempo final           | Tamara "Ep: La poseída"                   | 1 episodi    |
| 2003      | Disputas               | Gala                                      | 11 episodis  |
| 2004      | Sangre fría            | Renata Ocampo                             | 12 episodis  |
| 2005      | Mujeres asesinas       | Claudia Sobrero "Ep3: Claudia cuchillera" | 1 episodi    |
| 2006      | El tiempo no para      | Lorena "Lola" Giglione                    | 129 episodis |
| 2006      | Soy tu fan             | Charly                                    | 8 episodis   |
| 2007      | Mujeres asesinas       | Consuelo "Ep1: Rita, burlada"             | 1 episodi    |
| 2008      | Mujeres asesinas       | Marcela "Ep4: Marcela, lastimada"         | 1 episodi    |
| 2012      | Graduados              | Azul Vega                                 | 29 episodis  |
| 2012-2014 | En terapia             | Ana Irigoyen                              | 80 episodis  |
| 2013-2014 | Aliados                | Energía creadora femenina                 | 4 episodis   |
| 2015      | Según Roxi             | Loli                                      | 3 episodis   |
| 2016      | La leona               | Eugenia Leone                             | 116 episodis |
| 2020      | Puerta 7               | Diana                                     | 8 episodis   |

### Videoclips
| Any  | Títol       | Artista                               |
| ---- | ----------- | ------------------------------------- |
| 2003 | Bello abril | Fito Páez feat. Luis Alberto Spinetta |
| 2012 | Algún día   | Leandro Fresco                        |

## Teatre
| Any  | Títol                   | Autor             | Director            | Teatre                   |
| ---- | ----------------------- | ----------------- | ------------------- | ------------------------ |
| 2000 | El señor Bergman y Dios | Marcelo Bertuccio | Roberto Castro      | Teatro San Martín        |
| 2001 | Amanda y Eduardo        | Armando Discépolo | Roberto Villanueva  | Teatro San Martín        |
| 2003 | Dios Perro              | Ignacio Apolo     | Alejandra Ciurlanti | Centro Cultural Recoleta |
| 2012 | Isósceles               | Mariana Chaud     | Mariana Chaud       | Teatro El Extranjero     |

## Premis i nominacions
Festivals
| Any  | Festival           | Categoria     | Pel·lícula | Resultat   |
| ---- | ------------------ | ------------- | ---------- | ---------- |
| 2012 | Festival de Màlaga | Millor actriu | El campo   | Guanyadora |

Premis Cóndor de Plata
| Any  | Categoria                | pel·lícula       | Resultat   |
| ---- | ------------------------ | ---------------- | ---------- |
| 2000 | Revelació                | Plata quemada    | Nominada   |
| 2003 | Millor actriu            | Caja negra       | Nominada   |
| 2003 | Millor actriu de reparto | El fondo del mar | Nominada   |
| 2013 | Millor actriu            | El campo         | Nominada   |
| 2016 | Millor actriu            | La patota        | Guanyadora |

Premis Martín Fierro
| Any  | Categoria                             | Título               | Resultat |
| ---- | ------------------------------------- | -------------------- | -------- |
| 2001 | Millor actriu de repartiment          | El sodero de mi vida | Nominada |
| 2003 | Millor actriu d'unitari i/o minisèrie | Disputas             | Nominada |
| 2004 | Millor actriu d'unitari i/o minisèrie | Sangre fría          | Nominada |
| 2007 | Actriz de reparto en drama            | Mujeres asesinas     | Nominada |

Premis Tato
| Any  | Categoria               | Título     | Resultat |
| ---- | ----------------------- | ---------- | -------- |
| 2012 | Actriu en ficció diària | En Terapia | Nominada |

Premis Sur
| Any  | Categoria                 | pel·lícula | Resultat   |
| ---- | ------------------------- | ---------- | ---------- |
| 2015 | Millor actriu protagònica | La patota  | Guanyadora |

Festival Biarritz Amérique Latine Cinémas & Cultures
| Any  | Categoria     | pel·lícula | Resultat   |
| ---- | ------------- | ---------- | ---------- |
| 2015 | Millor actriu | La patota  | Guanyadora |

SANFIC, Festival de Santiago
| Any  | Categoria     | pel·lícula | Resultat   |
| ---- | ------------- | ---------- | ---------- |
| 2015 | Millor actriu | La patota  | Guanyadora |

Premis Platino del Cinema Iberoamericà
| Any  | Categoria                     | pel·lícula | Resultat   |
| ---- | ----------------------------- | ---------- | ---------- |
| 2016 | Millor interpretació femenina | La patota  | Guanyadora |